# Robert Wald
Robert Manuel Wald, ameriški fizik in kozmolog, * 29. junij 1947, New York, ZDA.

## Življenje in delo
Wald je sin matematika Abrahama Walda.
Diplomiral je na Univerzi Columbia leta 1968 in doktoriral iz fizike leta 1972 na Univerzi Princeton pod Wheelerjevim mentorstvom. Je profesor na Inštitutu Enrica Fermija in na Univerzi v Chicagu. Raziskuje splošno teorijo relativnosti in termodinamiko črnih lukenj. Napisal je priljubljen učbenik Splošna teorija relativnosti (General Relativity).
Napisal je več kot 100 raziskovalnih člankov. V zadnjem času je skupaj s Stefanom Hollandsom kritiziral inflacijski model Vesolja, ki so ga razvili Guth, Linde in Steinhardt.
Wald je od leta 1996 član Ameriškega fizikalnega društva, od leta 2000 član Ameriške akademije umetnosti in znanosti (AAAS), od leta 2001 pa član Nacionalne akademije znanosti ZDA (NAS).

## Izbrana dela
- Robert Wald, Prostor, čas in gravitacija: Teorija prapoka in črnih lukenj (Space, Time, and Gravity: The Theory of the Big Bang and Black Holes) (ISBN 0-226-87029-4), 1977, 1992
- Robert Wald, Splošna teorija relativnosti (General Relativity) (ISBN 0-226-87033-2), 1984
- Robert Wald, Kvantna teorija polja v ukrivljenem prostor-času in termodinamika črnih lukenj (Quantum Field Theory in Curved Spacetime and Black Hole Thermodynamics) (ISBN 0-226-87027-8), 1994
- Robert Wald, Črne luknje in relativistične zvezde (Black Holes and Relativistic Stars) (urednik) (ISBN 0-226-87035-9), 1999